# Macromitrium concinnum
Macromitrium concinnum là một loài rêu trong họ Orthotrichaceae. Loài này được Mitt. ex Bosch & Sande Lac. mô tả khoa học đầu tiên năm 1860.